# Pachyphytum glutinicaule
Espèce
Pachyphytum glutinicaule est une espèce du genre de plante succulente du genre Pachyphytum et de la famille des Crassulaceae.